# Список картин Джорджоне
| Картина | Назва                                                                             | Розміри          | Рік    | Місцезнаходження                                   |
| ------- | --------------------------------------------------------------------------------- | ---------------- | ------ | -------------------------------------------------- |
|         | «Мадонна да Кастельфранко» («Мадонна зі Св. Франциском та Св.Лібералє з Тревізо») | 200 × 152 см     |        | церква Св. Лібералє з Тревізо, місто Кастельфранко |
|         | «Поклоніння волхвів»                                                              | 29 × 81 см       |        | Лондон, Національна галерея                        |
|         | «Поклоніння пастухів»                                                             | 91 × 111 см      |        | Вашингтон, Національна галерея мистецтва           |
|         | «Мадонна, що читає» («Мадонна на тлі з кампанілою»)                               | 76 × 61 см       | 1504?  | Оксфорд, Ашмолеан музей                            |
|         | «Мадонна з немовлям»                                                              | 44 × 36 см       | 1504?  | Ермітаж, Петербург                                 |
|         | «Юдита — з головою Олоферна»                                                      | 144×66,5 см      | ?      | Ермітаж, Петербург                                 |
|         | «Лицар з вояком»                                                                  |                  |        | Уффіці, Флоренція                                  |
|         | «Хлопчик зі стрілою»                                                              | 48 x 42 см       |        | Відень, Художньоісторичний музей                   |
|         | «Мадонна зі Святими Рохом і Антонієм Падуанським»                                 |                  |        | Мадрид, Прадо                                      |
|         | «Стара жінка»                                                                     | 68 × 59 см       |        | Венеція, Галерея Академії                          |
|         | «Портрет невідомого венеційця»                                                    |                  | 1510   | Музей образотворчих мистецтв (Будапешт)            |
|         | «Буря»                                                                            | 82 × 73 см       | 1508   | Венеція, Галерея Академії                          |
|         | «Три філософи»                                                                    | 123,5 × 144,5 см | 1508   | Відень, Художньо-історичний музей                  |
|         | «Автопортрет»                                                                     | 52 × 435 см      |        | Брауншвейг, музей Антона-Ульріха Брауншвейзького   |
|         | «Венера заснула» (дописи Тиціана)                                                 | 108,5 × 175 см   | 1501 ? | Дрезден                                            |
|         | «Портрет невідомого»                                                              | 30 × 26 см       | 1508   | США, Сан Дієго,галерея красних мистецтв            |
|         | «Портрет невідомого з Венеції»                                                    |                  |        | Берлін                                             |
|         | «Панич зі слугою», подвійний портрет                                              |                  | 1510   | Рим, палаццо Венеція                               |
|         | «Урок співу (три віки чоловіка)»                                                  |                  | 1510?  | Палаццо Пітті, Флоренція                           |
|         | «Сільський концерт» (дописи Тиціана )                                             |                  |        | Лувр, Париж                                        |